# Inulina
L'inulina è un polimero glucidico con peso molecolare minore dell'amido (circa 5000 Da), poco solubile in acqua e totalmente accumulato nei vacuoli. È il polimero del β-D-fruttosio, in cui i monomeri sono uniti con legami β-2,1-glicosidici.  
Per azione dell'enzima inulasi l'idrolisi risultante produce fruttosio. 
L'inulina è presente soprattutto nei tuberi di topinambur, nella cicoria e nelle radici di scorzonera. Non è digeribile dall'uomo; dal punto di vista alimentare rappresenta una fibra solubile. In ambito medico l'escrezione urinaria di inulina precedentemente somministrata è uno dei metodi utilizzati per determinare la velocità di filtrazione glomerulare (VFG).